# 1898年威尔明顿大屠杀
1898年威尔明顿大屠杀是指在该年11月10日，一场因为白人優越主義在威尔明顿发起的大规模暴动和叛乱。威尔明顿的白人媒体通常将其描述为一次因为黑人引起的种族暴乱（race riot）。20世纪末以来的研究认为该事件是一场政变，因为此事件中由一群白人至上主义者通过暴力推翻了經正式选举产生的政府。
政变由该州的白人民主党人密谋并领导，最终目标是推翻威尔明顿經合法选举产生的种族融合政府。他们将反对派的黑人和白人政治领导人驱逐出该市，摧毁了自南北战争重建以来黑人公民的财产和企业，包括该市唯一由黑人主导的报纸，并杀害了约60至300多人。 因此被认为是美国历史上唯一的此类事件（政变），因为其他在美國重建時期的冲突并没有导致民选政府被非政府人员所替代。